# Ordine di Elisabetta Teresa

Elisabetta Cristina di Brunswick-Wolfenbuttel, la fondatrice dell'ordine

L'Ordine di Elisabetta e  Teresa (in tedesco: Elisabeth-Theresien-Orden), detto anche Fondazione Teresiana Militare di Elisabetta (in tedesco:Elisabeth-Theresianische Militärstiftung) fu una decorazione dell'Impero austro-ungarico.
Venne creato a Vienna nel 1750 dall'imperatrice Elisabetta Cristina di Brunswick-Wolfenbüttel, vedova dell'Imperatore Carlo VI, per ricompensare gli ufficiali meritevoli distintisi in battaglia.
Originariamente il numero degli ufficiali insigniti fu di appena 20. Questi dovevano aver militato nell'esercito per trent'anni, ed aver ottenuto per lo meno il grado di colonnello, e dovevano trovarsi iscritti nel Consiglio Aulico di Guerra, senza che venissero fatte distinzioni di patria, nascita o religione.
L'Ordine aveva il grado unico di Cavaliere.
Nel 1771 Maria Teresa fissò il numero di membri massimi a 20, dopo che erano state mosse molte petizioni per tentare di variare l'accesso all'Ordine.
L'Ordine non è da confondere con l'Ordine di Elisabetta, istituito da Francesco Giuseppe d'Austria nel 1898 per commemorare la memoria della moglie.

## Insegne
La decorazione consiste in una stella d'oro con otto raggi triangolari, smaltati metà di rosso e metà d'argento, sorretta dalla corona imperiale, caricata di uno scudo ovale con in cuore le iniziali delle due Imperatrici, il tutto sormontato da una corona, con intorno la legenda: MARIA THERESIA PARENTIS GRATIAM PERENNEM VOLUIT.
Il nastro dell'Ordine è nero.